# Hakapik

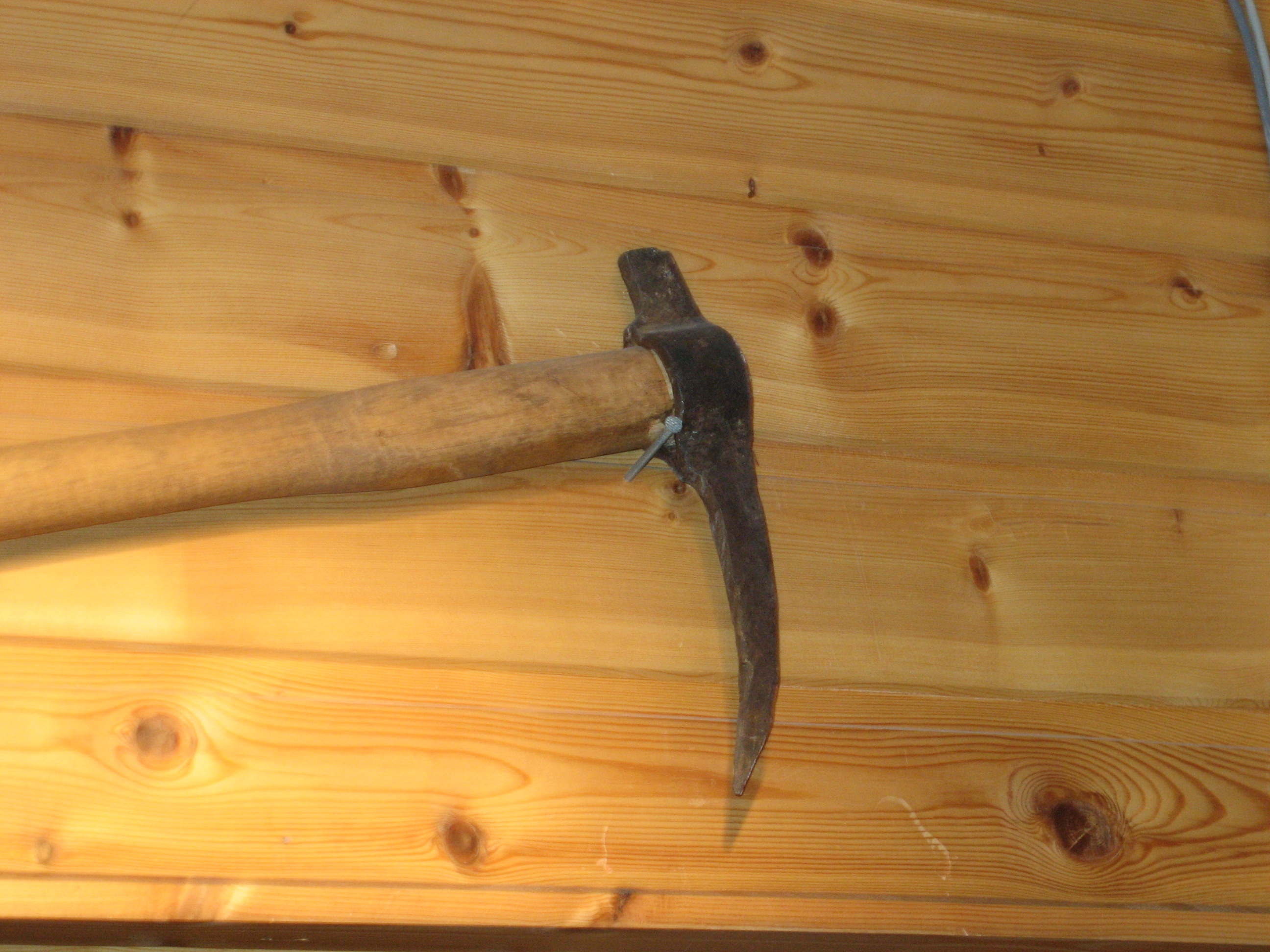

Hakapik – narzędzie wymyślone w Norwegii, służące do zabijania młodych fok, tak by nie uszkadzać ich futra, przypominające skrzyżowanie młotka z czekanem na długim trzonku.